# Protochelifer brevidigitatus
Protochelifer brevidigitatus es una especie de arácnido del orden Pseudoscorpionida de la familia Cheliferidae.

## Distribución geográfica
Se encuentra en Australia.